# Squadra bermudiana di Fed Cup
La squadra bermudiana di Fed Cup rappresenta Bermuda nella Fed Cup, ed è posta sotto l'egida della Bermuda Lawn Tennis Association.
Essa partecipa alla competizione dal 1996 senza aver mai superato le fasi zonali.
Le bermudiane non hanno preso parte alla Fed Cup 2011, venendo quindi condannate all'ultima categoria della zona americana, il gruppo II nel quale comunque già erano incluse.

## Organico 2010
Aggiornato ai match del gruppo II (19-24 aprile 2010). Fra parentesi il ranking della giocatrice nei giorni della disputa degli incontri.
- Tara Lambert (WTA #)
- Jacklyn Lambert (WTA #)
- Caitlin Gordon (WTA #)

## Ranking ITF
- Il prossimo aggiornamento del ranking è previsto per il mese di febbraio 2012.

| Bermuda nel Ranking ITF (aggiornata al 7 novembre 2011) |           |       |                            |
| Pos                                                     | Squadra   | Punti | Gruppo                     |
| 82                                                      | Oman      | 90.00 | Gruppo II - Asia/Oceania   |
| 83                                                      | Algeria   | 82.50 | Gruppo III - Europa/Africa |
| 84                                                      | Panama    | 81.75 | Gruppo II - Americhe       |
| 85                                                      | Bermuda   | 46.50 | Gruppo II - Americhe       |
| 86                                                      | Honduras  | 21.75 | Gruppo II - Americhe       |
| 87                                                      | Mauritius | 20.00 | Gruppo III - Europa/Africa |
| 88                                                      | Malta     | 15.00 | Gruppo III - Europa/Africa |